# Susanne Blakeslee
Susanne Ann Blakeslee (født 27. januar 1956) er en amerikansk skuespiller og komiker.